# Перевозная улица (Санкт-Петербург)
Перево́зная улица — улица в Адмиралтейском районе Санкт-Петербурга на Матисовом острове. Проходит от улицы Александра Блока до набережной реки Пряжки.

## История названия
С 1836 года известно первоначальное название Глухой переулок.
Современное название Перевозная улица известно с 1836 года, дано по находившемуся через реку Неву при впадении реки Мойки Бердовский перевоз на Васильевский остров.

## История
Улица возникла во второй половине XVIII века. Участок от реки Мойки до улицы Александра Блока закрыт после 1955 года.